# جمال أنور
جمال أنور (31 ديسمبر 1990 - ) هو لاعب كريكت باكستاني. لعب مع Habib Bank Limited cricket team ‏ وFederal Areas cricket team ‏ وRawalpindi cricket team ‏.

## وصلات خارجية
- جمال أنور على موقع إي آس بي آن كريك إنفو (الإنجليزية)